# リワードウイング
リワードウイングは日本の競走馬。1985年のエリザベス女王杯を制した、グリーングラスの産駒として、唯一のGI勝ち馬である。主戦騎手は内田国夫（現・調教助手）。

## 戦績
420キログラム前後の小柄な馬。デビューは1984年10月14日京都競馬場の新馬戦で内田国夫が騎乗し2着。その後も勝ち切れず、初勝利は5戦目で翌年2月の未勝利戦であった。
そして小島貞博に乗り替わりチューリップ賞に挑戦するも5着。さらに忘れな草賞も2着と、オープンクラスで善戦はするも本賞金の加算を逃す。5月、鞍上を内田に戻し、後に挑むエリザベス女王杯と同じコースとなる京都競馬場の芝2400メートルで行われた、自己条件（400万円下）の特別戦（端午賞）でようやく2勝目を挙げた。その後もオークス出走を見送り、無理をしない程度に月1走ペースで自己条件のレースに出走するが、3勝目は9月の長月特別までお預けとなった。
ようやく10月に初めて重賞（ローズステークス）に挑むも、後方待機のこの馬にとって先行馬有利の流れが災いし、8着と完敗。そして20頭立てで6番人気で臨んだエリザベス女王杯では、桜花賞馬エルプス、オークス馬ノアノハコブネ、1番人気アサクサスケールを相手に、後方追走から直線では大外から一気に差し切り、当時のレースレコードとなる2分26秒8で快勝。内国産種牡馬不遇の時代の中、父グリーングラスの名をさらに高めた。
同年にエルプス、ノアノハコブネはターフを去ったが、リワードウイングは翌々年まで引き続き内田を背に現役を続行した。しかし大原ステークスの3着が最高で、結局エリザベス女王杯以降、1勝も挙げられず引退。通算成績20戦4勝。

## 競走成績
以下の内容は、netkeiba.comに基づく。
| 競走日     | 競馬場 | 競走名           | 格      | 距離（馬場）  | 頭 数 | 枠 番 | 馬 番 | オッズ （人気） | 着順 | タイム （上り4F） | 着差 | 騎手      | 斤量 [kg] | 1着馬（2着馬）       | 馬体重 [kg] |
| ---------- | ------ | ---------------- | ------- | ------------- | ----- | ----- | ----- | --------------- | ---- | ----------------- | ---- | --------- | --------- | -------------------- | ----------- |
| 1984.10.14 | 京都   | 3歳新馬          |         | 芝1200m（良） | 12    | 8     | 11    | 036.80（9人）   | 02着 | R1:13.00000000    | -0.7 | 0内田国夫 | 53        | マチカネアスカ       |             |
| 0000.10.21 | 京都   | 3歳新馬          |         | 芝1200m（稍） | 8     | 5     | 5     | 008.30（3人）   | 06着 | R1:13.80000000    | -1.5 | 0内田国夫 | 53        | ゾウゲブネミキコ     |             |
| 0000.12.15 | 中京   | 3歳未勝利        |         | 芝1200m（良） | 16    | 7     | 14    | 010.90（5人）   | 03着 | R1:12.80000000    | -0.4 | 0内田国夫 | 53        | マルブツグリーン     |             |
| 1985.01.15 | 京都   | 4歳未勝利        |         | ダ1700m（良） | 8     | 5     | 5     | 003.40（1人）   | 02着 | R1:51.20000000    | -0.2 | 0内田国夫 | 53        | タニノウイング       |             |
| 0000.02.09 | 京都   | 4歳未勝利        |         | ダ1800m（不） | 10    | 4     | 4     | 006.20（2人）   | 01着 | R1:54.00000000    | -0.5 | 0内田国夫 | 53        | （アイノサチ）       |             |
| 0000.03.10 | 阪神   | チューリップ賞   | OP      | 芝1600m（重） | 16    | 6     | 12    | 024.10（9人）   | 05着 | R1:38.90000000    | -0.8 | 0小島貞博 | 54        | アイノサチ           |             |
| 0000.04.06 | 阪神   | 忘れな草賞       | OP      | 芝2000m（稍） | 12    | 7     | 9     | 018.70（5人）   | 02着 | R2:04.20000000    | -0.2 | 0小島貞博 | 54        | ワンダーヒロイン     |             |
| 0000.05.05 | 京都   | 端午賞           | 400万下 | 芝2400m（良） | 12    | 8     | 12    | 003.90（1人）   | 01着 | R2:30.40000000    | -0.6 | 0内田国夫 | 53        | （ハクアイグロリー） |             |
| 0000.06.02 | 阪神   | 菩提樹特別       | 900万下 | 芝2200m（良） | 8     | 8     | 8     | 003.40（1人）   | 04着 | R2:17.00000000    | -0.2 | 0内田国夫 | 53        | スピリットシンザン   |             |
| 0000.07.07 | 中京   | ひめゆり賞       | 900万下 | 芝2000m（稍） | 17    | 5     | 10    | 007.10（2人）   | 12着 | R2:06.40000000    | -2.3 | 0内田国夫 | 54        | マーブルアイバー     |             |
| 0000.08.04 | 小倉   | サマーH          | 900万下 | 芝2000m（良） | 11    | 6     | 7     | 007.80（3人）   | 03着 | R2:03.10000000    | -0.5 | 0内田国夫 | 52        | キョウエイリョウマ   |             |
| 0000.09.08 | 阪神   | 長月特別         | 900万下 | 芝2200m（良） | 13    | 8     | 12    | 005.70（1人）   | 01着 | R2:14.00000000    | -0.2 | 0内田国夫 | 52        | （ヤマノスキー）     |             |
| 0000.10.13 | 京都   | ローズS          | GII     | 芝2000m（良） | 14    | 7     | 11    | 015.40（6人）   | 08着 | R2:02.80000000    | -0.6 | 0内田国夫 | 55        | タケノハナミ         |             |
| 0000.11.03 | 京都   | エリザベス女王杯 | GI      | 芝2400m（良） | 20    | 6     | 13    | 018.70（6人）   | 01着 | R2:26.80000000    | -0.1 | 0内田国夫 | 55        | （アサクサスケール） |             |
| 1986.06.01 | 阪神   | 宝塚記念         | GI      | 芝2200m（良） | 17    | 5     | 9     | 041.9（11人）   | 09着 | R2:15.4（48.1）   | -1.0 | 0内田国夫 | 54        | パーシャンボーイ     | 418         |
| 0000.10.05 | 京都   | 京都大賞典       | GII     | 芝2400m（良） | 7     | 2     | 2     | 006.80（5人）   | 04着 | R2:27.3（48.2）   | -0.4 | 0内田国夫 | 57        | スズカコバン         | 426         |
| 0000.11.01 | 京都   | 大原S            | OP      | 芝2400m（良） | 7     | 7     | 7     | 001.30（1人）   | 03着 | R2:28.4（47.1）   | -0.3 | 0内田国夫 | 57        | リードパースン       | 424         |
| 0000.11.30 | 阪神   | 阪神大賞典       | GII     | 芝3000m（良） | 8     | 4     | 4     | 003.10（2人）   | 08着 | R3:07.9（50.2）   | -1.8 | 0内田国夫 | 55        | メジロボアール       | 420         |
| 0000.12.21 | 阪神   | 阪神牝馬特別     | GIII    | 芝2000m（稍） | 17    | 8     | 16    | 010.00（5人）   | 15着 | R2:04.2（48.5）   | -1.8 | 0内田国夫 | 56.5      | メジロボアール       | 422         |
| 1987.04.05 | 阪神   | サンケイ大阪杯   | GII     | 芝2000m（良） | 11    | 1     | 1     | 051.30（9人）   | 08着 | R2:02.6（48.2）   | -1.6 | 0内田国夫 | 57        | ニシノライデン       | 424         |

## 引退後
引退後は繁殖牝馬となる。これという代表産駒は出なかったが、孫の世代でリワードフォコン、リワードアンセルを出すなど、地道ながら血は続いている。
高齢のため繁殖牝馬を引退し、2002年2月より功労馬として観光施設（うらかわ優駿ビレッジAERU）に移り余生を送る。ほかの仔馬を見守るなど優しい一面を見せ、ファンも多く訪れたというが、2008年1月15日、老衰のため死亡した。

## 血統表
| リワードウイングの血統（ハイペリオン系） / Nearco4×4=12.50%、Gainsborough5×5=6.25% (父内) ） | リワードウイングの血統（ハイペリオン系） / Nearco4×4=12.50%、Gainsborough5×5=6.25% (父内) ） | リワードウイングの血統（ハイペリオン系） / Nearco4×4=12.50%、Gainsborough5×5=6.25% (父内) ） | （血統表の出典）          | （血統表の出典）     |
| 父 グリーングラス 1973 鹿毛                                                                  | 父の父*インターメゾ Intermezzo 1966 黒鹿毛                                                   | Hornbeam                                                                                     | Hyperion                  | Hyperion             |
| 父 グリーングラス 1973 鹿毛                                                                  | 父の父*インターメゾ Intermezzo 1966 黒鹿毛                                                   | Hornbeam                                                                                     | Thicket                   |                      |
| 父 グリーングラス 1973 鹿毛                                                                  | 父の父*インターメゾ Intermezzo 1966 黒鹿毛                                                   | Plaza                                                                                        | Persian Gulf              | Persian Gulf         |
| 父 グリーングラス 1973 鹿毛                                                                  | 父の父*インターメゾ Intermezzo 1966 黒鹿毛                                                   | Plaza                                                                                        | Wild Success              |                      |
| 父 グリーングラス 1973 鹿毛                                                                  | 父の母ダーリングヒメ 1964 栗毛                                                               | *ニンバス                                                                                    | Nearco                    | Nearco               |
| 父 グリーングラス 1973 鹿毛                                                                  | 父の母ダーリングヒメ 1964 栗毛                                                               | *ニンバス                                                                                    | Kong                      |                      |
| 父 グリーングラス 1973 鹿毛                                                                  | 父の母ダーリングヒメ 1964 栗毛                                                               | ダーリングクイン                                                                             | *ゲイタイム Gay Time      | *ゲイタイム Gay Time |
| 父 グリーングラス 1973 鹿毛                                                                  | 父の母ダーリングヒメ 1964 栗毛                                                               | ダーリングクイン                                                                             | ダーリング                |                      |
| 母 フクインデアナ 1968 鹿毛                                                                  | 母の父*インディアナ 196１ 鹿毛                                                               | Sayajirao                                                                                    | Nearco                    | Nearco               |
| 母 フクインデアナ 1968 鹿毛                                                                  | 母の父*インディアナ 196１ 鹿毛                                                               | Sayajirao                                                                                    | Rosy Legend               |                      |
| 母 フクインデアナ 1968 鹿毛                                                                  | 母の父*インディアナ 196１ 鹿毛                                                               | Willow Ann                                                                                   | Solario                   | Solario              |
| 母 フクインデアナ 1968 鹿毛                                                                  | 母の父*インディアナ 196１ 鹿毛                                                               | Willow Ann                                                                                   | Court of Appeal           |                      |
| 母 フクインデアナ 1968 鹿毛                                                                  | 母の母フクミノリ 1955 鹿毛                                                                   | トサミドリ                                                                                   | プリメロ                  | プリメロ             |
| 母 フクインデアナ 1968 鹿毛                                                                  | 母の母フクミノリ 1955 鹿毛                                                                   | トサミドリ                                                                                   | フリツパンシー            |                      |
| 母 フクインデアナ 1968 鹿毛                                                                  | 母の母フクミノリ 1955 鹿毛                                                                   | ニユージランド                                                                               | ダイオライト              | ダイオライト         |
| 母 フクインデアナ 1968 鹿毛                                                                  | 母の母フクミノリ 1955 鹿毛                                                                   | ニユージランド                                                                               | レデイライモンド F-No.4-d |                      |

- 祖母フクミノリの半兄に天皇賞（春）馬・ミツハタがいる。